# Chiesa di San Leonardo de Albis
San Leonardo de Albis, nota anche con il nome di Sancti Leonardi apud plateam Iudeorum, è una chiesa demolita di Roma, nell'attuale Piazza Costaguti, nel rione Sant'Angelo. Era dedicata a Leonardo di Noblac. 

## Storia
La denominazione  "de Albis" fa riferimento alla famiglia romana de Blancis, citata nel Repertorio delle famiglie romane di Domenico Jacovacci, mentre "plateam Iudeorum" è un riferimento a Piazza Giudea nel Ghetto di Roma; la piazza è stata parzialmente demolita e incorporata in via di Santa Maria del Pianto.
La chiesa fu costruita nel Medio evo e si trovava all'incirca davanti a Santa Maria in Publicolis. La chiesa di San Leonardo è citata per la prima volta nel Catalogo Parigino (ca. 1230) come Leonardus e nel Catalogo di Torino (ca. 1320) come Ecclesia sancti Leonardi de Albis.
Alla fine del XVI secolo la chiesa fu comprata dalla Università dei Marmorari, la corporazione degli scultori e lavoratori del marmo di Roma. Nel 1622, il tesoriere papale Costanzo Patrizi, con l'obiettivo di ampliare il suo palazzo, poi palazzo Costaguti, acquisì la vicina chiesa e, l'anno successivo, con l'autorizzazione di papa Paolo V, la demolì per consentire i lavori di ampliamento.